# Jill Tarterová
Jill Cornell Tarter (* 16. ledna 1944) je americká astronomka a současná ředitelka Center for SETI Research, který v roce 1984 založila. V astronomii zavedla pojem "hnědý trpaslík".

## V kultuře
- Stala se předlohou postavy Ellie Arroway z knihy Kontakt a ze stejnojmenného filmu, kde ji hrála Jodie Foster.
- V roce 2004 ji časopis Time zařadil mezi sto nejvlivnějších lidí světa.
- V roce 2009 obdržela cenu TED Prize a spolu s ní finanční částku 100 tisíc dolarů.